# Dies Irae

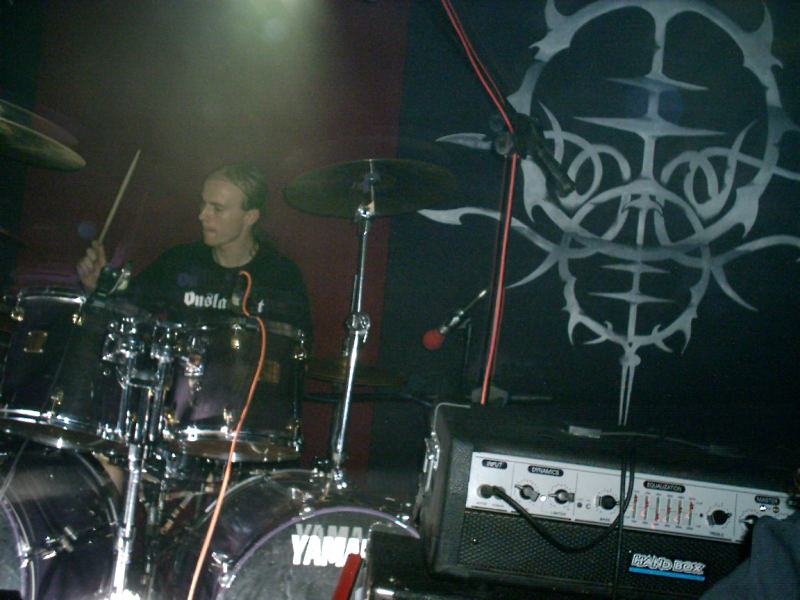
Vitek, 2004

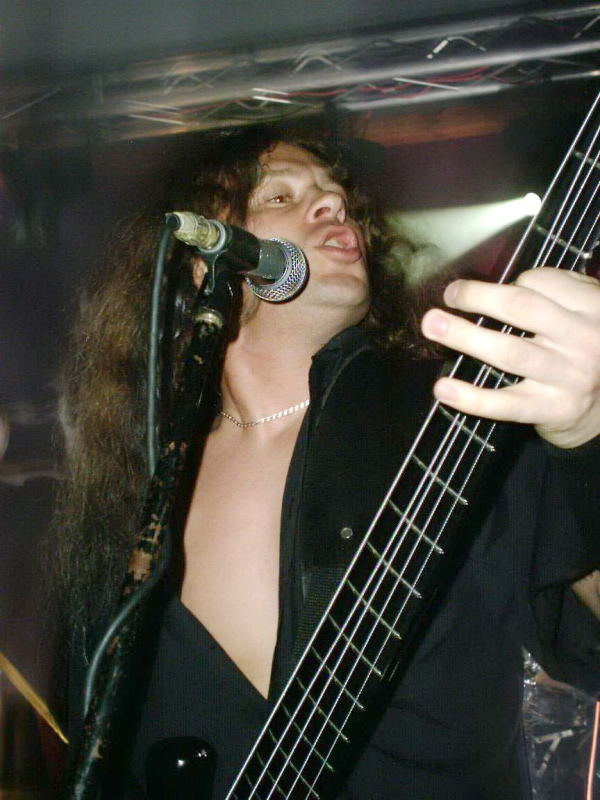
Novy, 2004

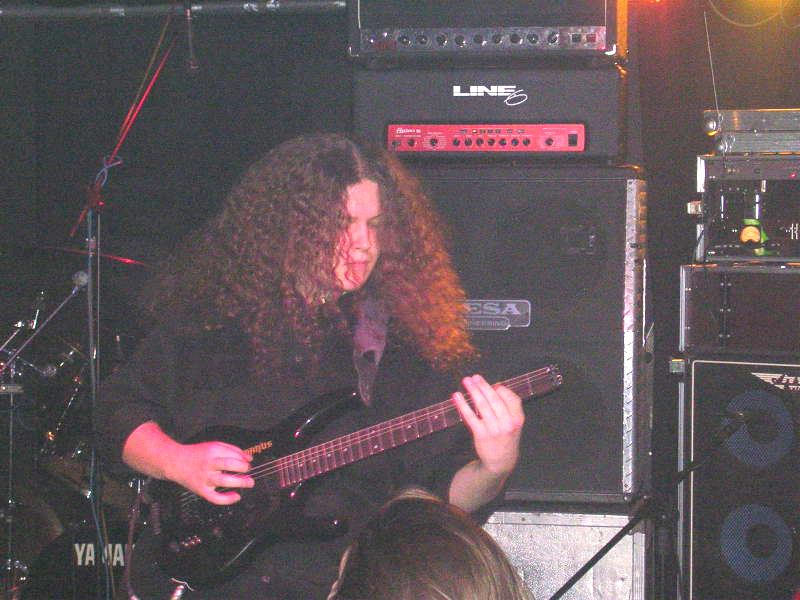
Hiro, 2005

A Dies Irae egy lengyel death metal formáció, mely 1992-ben alakult. 1997-es feloszlásukig egyetlen demót készítettek, majd 2000-ben ujjáalakultak. A zenekar soraiban egykori Behemoth és Vader zenészek is megtalálhatóak.

## Pályafutás
China (gitár), Mauser (gitár, ének), Czarny (basszus) és Gilan (dob) alkotta az eredeti felállást. A Serenades Records égisze alatt jelent meg az első demó 1994-ben Fear of God címmel. A demó tipikusnak mondható death metalt tartalmazott, erős Vader és Morbid Angel hatásokkal. 1997-ben csatlakozott a zenekarhoz egy korábbi Vader muzsikus Mauser, de az együttműködés nem tartott sokáig, hiszen a Dies Irae 1997-ben feloszlott.
Néhány évvel később azonban Mauser szerződést írt alá a Massive Management-tel, mely olyan előadók útjait egyengeti, mint a Vader, a Sceptic, vagy a Decapitated. Doc (Vader), Novy (Devilyn) és Hiro (Sceptic) személyében Mauser új tagokra lelt, és megkezdődtek a debütalbum felvételei.
Az Immolated album 2000-ben jelent meg a Metal Blade égisze alatt, Japánban és Lengyelországban azonban a Metal Mind terjeszti lemezeiket. A lemez borítóját Jacek Wisniewski készítette, míg a dalszövegeket Łukasz Szurmiński írta. Videóklip a "Lion of Knowledge" dalra készült, majd az első Európa turnén a Nile előtt játszhattak. A következő lemez 2002-ben jelent meg The Sin War címmel. A korong összetett és változatos death metalt tartalmaz, melyben figyelmet érdemel Hiro gitárjátéka. A lemez turnéján együtt játszottak a Hate, Lost Soul és az Esqarial zenekarokkal. A Metal Blade szerződés lejárta után a világ többi részén is a Metal Mind vette át a promóciós feladatokat. 2004-ben jelent meg a 3. lemez a Sculpture of Stone, melynek turnéján a Trauma, a Sceptic, és a Shadows Land együttesekkel játszottak.
2005 elején együtt játszottak a Hate, Decapitated, Crionics zenekarokkal, majd egy DVD-t és koncert CD-t adtak ki The Art of an Endless Creation címmel. A kiadás részben tisztelgés a tragikusan elhunyt "Doc" dobos előtt..
A zenekar tagjai több formációban is érdekeltek, Novy a Virgin Blöff soraiban zenél, Mauser az UnSun tagja, míg Hiro a Sceptic sorait erősíti.

## Diszkográfia
| Megjelenés         | Cím                | Kiadó                  |
| 1994               | Fear of God (Demo) | magánkiadás            |
| 2000. november 20. | Immolated          | Metal Blade Records    |
| 2002. szeptember   | The Sin War        | Metal Blade Records    |
| 2004. május 19.    | Sculpture of Stone | Metal Mind Productions |